# Grace Geyoro
Onema Grace Geyoro (Grasse, 1997. július 2. –) francia női válogatott labdarúgó. A francia bajnokságban érdekelt Paris Saint-Germain középpályása.

## Pályafutása
Geyoro Kolweziben született, de csecsemő korában családjával Franciaországba költözött. Orléans-ban kezdett focizni a SMOC St Jean-de-Braye fiú csapatánál.
15 évesen került a Paris Saint-Germain ifjúsági csapatához és 17 évesen már bemutatkozhatott a felnőttek között. A GPSO Issy ellen megnyert 2–0-s találkozó 76. percében váltotta Fatmire Alushit. 2017 márciusában négyéves szerződést kötött a párizsiakkal, 2018. május 27-én a ASJ Soyaux ellen pedig megszerezte első találatát együttese színeiben.
2023. szeptember 15-én 2028 júniusáig szóló kontraktust írt alá.

### A válogatottban
Sandie Toletti cseréjeként debütált a francia válogatottban a Dél-afrika elleni barátságos találkozón 2017. január 22-én.
Részt vett a 2017-es és a 2022-es Európa-bajnokságon, valamint a 2019-es és a 2023-as világbajnokságon.

## Sikerei, díjai

### Klubcsapatokban
Francia bajnok (1):
- Paris Saint-Germain (1): 2020–21

 Francia kupagyőztes (2):
- Paris Saint-Germain (2): 2018, 2022

Bajnokok Ligája döntős (2):
- Paris Saint-Germain (2): 2014–15, 2016–17

### A válogatottban
Franciaország
- Nemzetek Ligája ezüstérmes (1): 2024
- SheBelieves-kupa győztes (1): 2017

## Statisztikái

### Klubcsapatokban
2024. március 2-ával bezárólag
| Klub                | Szezon           | Bajnokság | Bajnokság | Kupa  | Kupa | Nemzetközi | Nemzetközi | Össz. | Össz. |
| Klub                | Szezon           | Mérk.     | Gól       | Mérk. | Gól  | Mérk.      | Gól        | Mérk. | Gól   |
| ------------------- | ---------------- | --------- | --------- | ----- | ---- | ---------- | ---------- | ----- | ----- |
| Paris Saint-Germain | 2014–15          | 1         | 0         | 0     | 0    | 0          | 0          | 1     | 0     |
| Paris Saint-Germain | 2015–16          | 6         | 0         | 1     | 0    | 1          | 0          | 8     | 0     |
| Paris Saint-Germain | 2016–17          | 17        | 0         | 4     | 0    | 6          | 0          | 27    | 0     |
| Paris Saint-Germain | 2017–18          | 19        | 2         | 5     | 0    | 0          | 0          | 24    | 2     |
| Paris Saint-Germain | 2018–19          | 22        | 3         | 3     | 1    | 5          | 0          | 30    | 4     |
| Paris Saint-Germain | 2019–20          | 16        | 6         | 5     | 1    | 3          | 0          | 24    | 7     |
| Paris Saint-Germain | 2020–21          | 17        | 3         | 1     | 0    | 6          | 1          | 24    | 4     |
| Paris Saint-Germain | 2021–22          | 19        | 4         | 5     | 1    | 9          | 1          | 33    | 6     |
| Paris Saint-Germain | 2022–23          | 21        | 5         | 5     | 1    | 9          | 1          | 35    | 7     |
| Paris Saint-Germain | 2023–24          | 16        | 9         | 2     | 0    | 8          | 2          | 26    | 11    |
| Paris Saint-Germain | Összesen         | 154       | 32        | 31    | 4    | 47         | 5          | 232   | 41    |
| Karrier összesen    | Karrier összesen | 154       | 32        | 31    | 4    | 47         | 5          | 232   | 41    |

### A válogatottban
2024. február 28-ával bezárólag
| Válogatott    | Szezon   | Mérk. | Gól |
| ------------- | -------- | ----- | --- |
| Franciaország |          |       |     |
| 2017          | 12       | 0     |     |
| 2018          | 5        | 0     |     |
| 2019          | 11       | 2     |     |
| 2020          | 7        | 2     |     |
| 2021          | 10       | 3     |     |
| 2022          | 14       | 6     |     |
| 2023          | 15       | 4     |     |
| 2024          | 2        | 0     |     |
| Összesen      | Összesen | 78    | 17  |